# Rainer Lösch
Rainer Lösch (* 11. Januar 1944 in Friedland im Isergebirge, Reichsgau Sudetenland) ist ein deutscher Professor für Botanik und Hochschullehrer an der Universität Düsseldorf.

## Leben
Rainer Lösch studierte Biologie, Chemie und katholische Theologie an der Eberhard Karls Universität Tübingen und der Julius-Maximilians-Universität Würzburg. Zunächst war er wissenschaftlicher Mitarbeiter und Assistent in Würzburg und Kiel. Seit dem Jahr 1989 ist er Professor für Botanik an der Heinrich-Heine-Universität Düsseldorf. Dort ist er Leiter der Abteilung für Geobotanik.
Die Forschungsschwerpunkte von Rainer Lösch sind der Wasserhaushalt und die Produktionsbiologie der Pflanzen (Vegetation-Atmosphäre-Wechselbeziehungen). Zudem befasst er sich mit den ökologischen Grundlagen von pflanzlichen Evolutionsprozessen und als weiterem wissenschaftlichem Schwerpunkt mit ökophysiologischen Studien an tropischer und subtropischer Vegetation im Mittelmeerraum. Er ist Herausgeber der geobotanischen Zeitschrift Flora (Morphology, Distribution, Functional Ecology of Plants).
1996 wurde Rainer Lösch zum ordentlichen Mitglied der Sudetendeutschen Akademie der Wissenschaften und Künste, Naturwissenschaftliche Klasse, berufen.

## Werke
- Wolfgang Frey, Rainer Lösch: Lehrbuch der Geobotanik. Pflanze und Vegetation in Raum und Zeit. 2. Auflage. Spektrum Akademischer Verlag, München 2004, ISBN 978-3-8274-1193-8
- Rainer Lösch: Wasserhaushalt der Pflanzen 2. Auflage. Quelle & Meyer 2003, ISBN 978-3-494-01334-3